# Mistrzostwa Świata w Siatkówce Plażowej 2003
Rezultaty IV MŚ w siatkówce plażowej, które odbyły się między 7 a 12 października w brazylijskim Rio de Janeiro.

## Mężczyźni
| Lp. | Zawodnicy                        | Medal |
| --- | -------------------------------- | ----- |
| 1   | Emanuel Rego / Ricardo Santos    |       |
| 2   | Dax Holdren / Stein Metzger      |       |
| 3   | Marcio Araujo / Benjamin Insfran |       |

## Kobiety
| Lp. | Zawodniczki                     | Medal |
| --- | ------------------------------- | ----- |
| 1   | Misty May-Treanor / Kerri Walsh |       |
| 2   | Shelda Bede / Adriana Behar     |       |
| 3   | Natalie Cook / Nicole Sanderson |       |